# コマンダン・テスト (水上機母艦)
コマンダン・テスト (Commandant Teste) は第一次世界大戦後にフランス海軍が建造した水上機母艦。同型艦はない。
フランス海軍のパイロットで、1920年に当時建造中だったフランス初の空母「ベアルン」への発着艦を成功させたポール・テスト少佐（1925年に事故死し、死後中佐に昇進）にちなみ命名された。なお、コマンダンとはフランス語で司令官あるいは指揮官の意である。

## 概要
フランス海軍の1926年度海軍計画において水上機母艦1隻を整備することが議会で承認された。それが「コマンダン・テスト」である。水上機母艦としての哨戒任務や艦隊の水上機の整備と補給を行う工作艦としての施設も設計に盛り込まれた。船体には長さ84メートル×幅27メートルの格納庫とカタパルト4基、吊り上げ能力5～12トンのクレーン5基など本格的な航空装備と補修用の工作設備を有する水上機母艦となった。自衛用として10cm単装高角砲12門と各種対空火器を搭載し、防御装甲も舷側と主甲板に50mm装甲を貼るなど一世代前の軽巡洋艦並であった。
搭載機は主に水上攻撃機と小型飛行艇で、1930年代後半にはラテコエール 298水上攻撃機12機とロワール・ニューポール 130小型飛行艇14機を搭載していた。

## 艦歴
1926年度計画で建造。1927年9月6日にジロンド造船所で起工し、1929年4月12日に進水、1932年に竣工した。就役後、地中海艦隊と協力して就役試験を行った。1935年11月から1936年8月まで改修され、10cm高角砲に防楯が施された。1937年9月からは、オランに拠点を置き、スペイン内戦中に中立船を通商破壊から護衛する任務に就いていた。1938年2月、トゥーロンでカタパルトを改装し、フランス本土と北アフリカのフランス植民地との間で航空機を輸送する任務に就いた。
1939年8月、6機のロワール 130と8機のLate298を積み込み、オランに向けて出航した。その翌月、第二次世界大戦が勃発した。1939年12月まで北アフリカの海域にとどまり、その後トゥーロンに戻って飛行機を陸揚げした。1940年代前半はフランス本土と北アフリカ植民地との間の航空機輸送を担当した。
1940年6月下旬、過密な錨地となったオランからメルセルケビールに移された。1940年7月3日、イギリスによるメルセルケビール海戦で砲弾の破片によって小破したが、死傷者はなかった。10月18日にトゥーロンに到着し、武装解除された。1941年6月、砲撃訓練船として再就役した。
ドイツがヴィシーフランスに侵攻（アントン作戦）したとき、「コマンダン・テスト」はトゥーロンに停泊していた。ドイツ軍はトゥーロンのフランス艦艇を奪取しようとしたが、1942年11月27日、フランス海軍の指揮官達はトゥーロンに停泊していた全艦艇を一斉に自沈させた。1943年5月1日にイタリア軍によって浮揚されたが、イタリアが降伏したため9月にドイツ軍に鹵獲された後、1944年8月18〜19日に連合軍の爆撃を受けて沈没した。
1945年2月に再浮揚され、修復して高速軍隊輸送艦か練習空母に改造することが検討された。この案は最終的に却下され、1950年5月15日にスクラップ用に売却され、1963年に解体された。

## 参考図書
- 「世界の艦船 増刊第17集　第2次大戦のフランス軍艦」（海人社）
- 「Conway All The World's Fightingships 1922-1946」（Conway）

## 参考リンク
- naval-encyclopedia.com 「コマンダン・テスト」の写真があるページ。